# Pecetto di Valenza
Pecetto di Valenza är en ort och kommun i provinsen Alessandria i regionen Piemonte i Italien. Kommunen hade 1 204 invånare (2018).